# Zbigniew Madej
Zbigniew Juliusz Madej (ur. 13 marca 1932 w Ruskim Brodzie, zm. 6 września 2024) – polski profesor nauk ekonomicznych i polityk. Przewodniczący Komisji Planowania przy Radzie Ministrów (1981–1982), w latach 1981–1983 wiceprezes Rady Ministrów.

## Życiorys
Syn Józefa i Władysławy. Ukończył studia na Wydziale Ekonomicznym Uniwersytetu Warszawskiego, w 1990 uzyskał tytuł profesora nauk ekonomicznych.
Od 1955 do 1958 pracował w Państwowej Komisji Planowania Gospodarczego, a następnie w Komisji Planowania przy Radzie Ministrów. W okresie od 1964 do 1971 dyrektor departamentu ekonomicznego w Komitecie Nauki i Techniki.
Należał do Polskiej Zjednoczonej Partii Robotniczej. W latach 1972–1975 był zastępcą kierownika, pełniącym obowiązki kierownika i kierownikiem wydziału ekonomicznego Komitetu Centralnego PZPR. W latach 1975–1980 był podsekretarzem stanu w Ministerstwie Finansów. Od 12 czerwca 1981 do 9 października 1982 był przewodniczącym Komisji Planowania przy Radzie Ministrów i od 12 czerwca 1981 do 22 listopada 1983 wicepremierem w rządzie Wojciecha Jaruzelskiego.
Od 1984 pracownik naukowy Instytutu Nauk Ekonomicznych Polskiej Akademii Nauk. Był nauczycielem akademickim Prywatnej Wyższej Szkoły Nauk Społecznych, Komputerowych i Medycznych w Warszawie.
Pochowany na Cmentarzu Komunalnym Południowym w Warszawie.

## Nagrody
- Nagroda im. Ludwika Waryńskiego (1989) za pracę "Zwroty na polskiej drodze. Rozważania o polityce i gospodarce" (PWE, 1988)[4]